# Waase
Waase ist ein Ortsteil der Gemeinde Ummanz und mit 181 Einwohnern der größte Ort auf der Insel Ummanz westlich von Rügen.

## Geografie
Waase liegt im Südwesten der Insel Ummanz an der Ostsee und ist seit 1901 durch eine etwa 250 Meter lange Betonbrücke, über die eine befestigte Straße führt, mit der Insel Rügen verbunden. Wie die gesamte Insel Ummanz sehr flach ist, so liegt auch der Ort Waase nur null bis drei Meter über dem Meeresspiegel. Alle Häuser befinden sich im Wesentlichen an den zwei Hauptstraßen von Waase, wobei sich der Ort nach Norden über einen Kilometer hinzieht.

## Verkehr

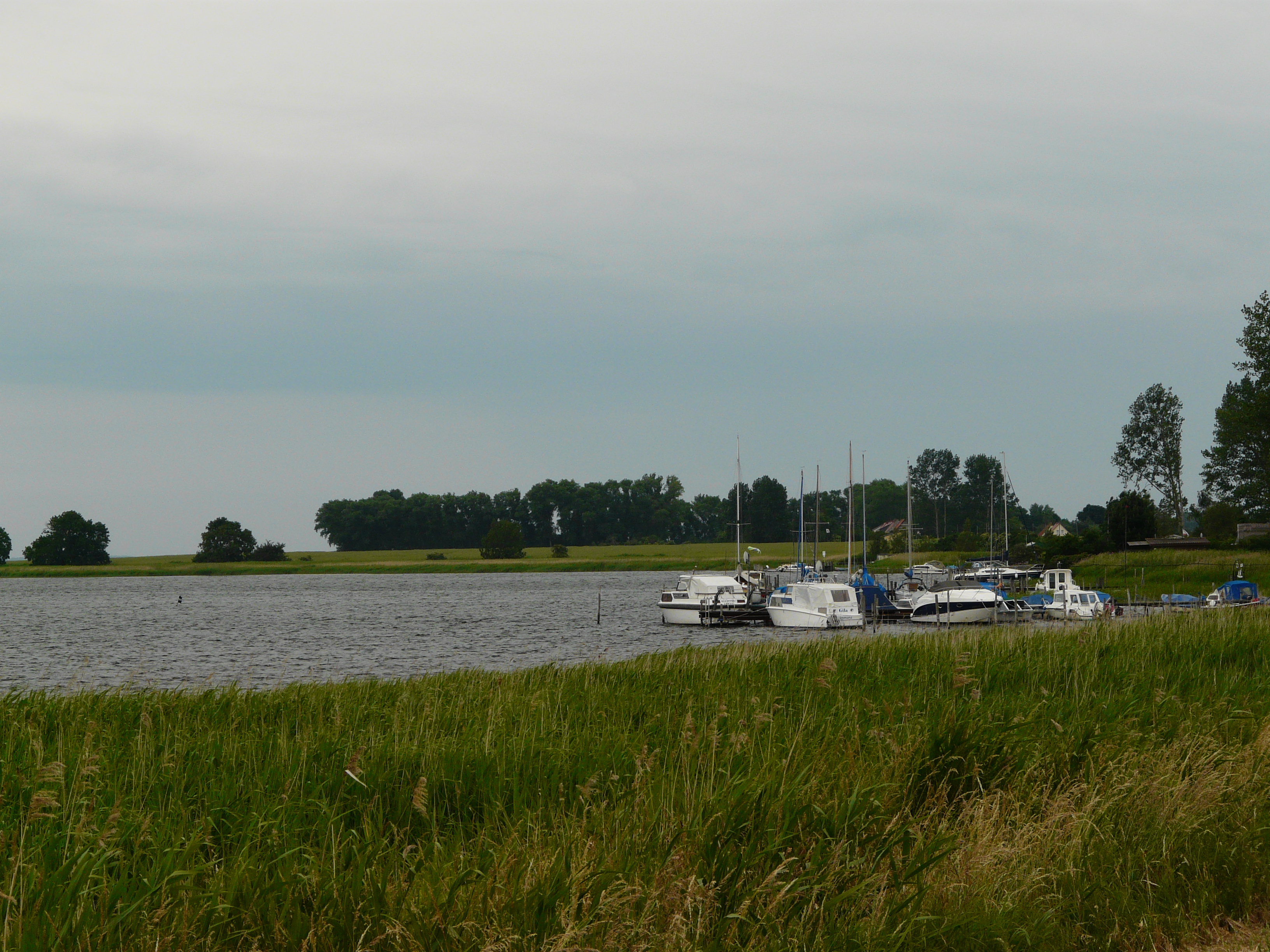
Der Hafen von Waase

Mit dem Auto ist die gesamte Insel Ummanz – und somit auch Waase – nur über die Brücke zwischen Waase und der Insel Rügen zu erreichen. Zwischen Waase und der Insel Rügen existieren keine festen Fährverbindungen. Von Waase aus führen zwei asphaltierte Radwege in nördliche und südwestliche Richtung.
Waase besitzt im Süden einen Hafen mit Bootsverleih. Der Ort ist über einspurige Straßen und Feldwege mit den anderen Orten auf der Insel verbunden.

## Sehenswürdigkeiten

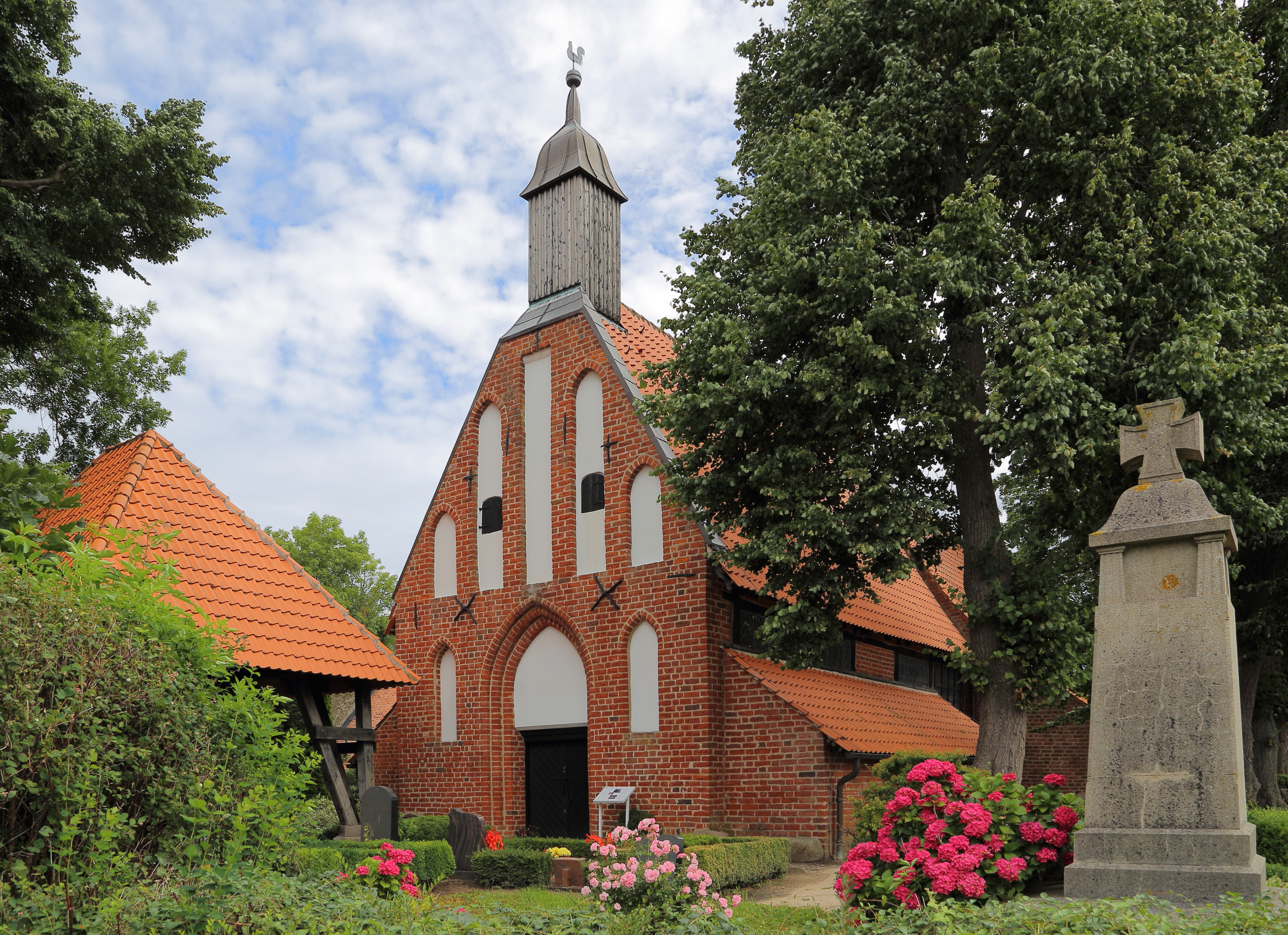
Die St.-Marien-Kirche

- Die St.-Marien-Kirche im Süden des Ortes aus dem 15. Jahrhundert ist die einzige Kirche auf der Insel Ummanz und beinhaltet ein Antwerpener Retabel aus dem Jahr 1520
- Alte Reetdachhäuser